# Torchwood: Los niños de la Tierra
Torchwood: Los niños de la Tierra (Children Of Earth) es el título de un serial de la serie de televisión británica de ciencia ficción Torchwood, que se emitió en BBC One en junio de 2009, y que comprende la tercera temporada completa de la serie. Debuta Peter Bennett como nuevo productor y su director fue Euros Lyn, con gran experiencia dirigiendo para la serie madre Doctor Who. Está compuesto por cinco episodios transmitidos durante cinco noches consecutivas, que narran cómo unos extraterrestres llegan a la Tierra y exigen que se les entreguen un porcentaje de los niños de todo el planeta, como pago a un trato que realizaron con dirigentes gubernamentales varias décadas atrás. Lo que queda del equipo de Torchwood 3 tendrá que lidiar con la situación e intentar que el gobierno británico no acceda a las pretensiones de los alienígenas. John Barrowman vuelve a protagonizar la temporada interpretando a Jack Harkness, junto a Eve Myles como Gwen Cooper, Gareth David-Lloyd como Ianto Jones y Kai Owen como Rhys Williams. En la cronología de Doctor Who, este serial se sitúa entre El fin del viaje (2008) y la segunda parte de El fin del tiempo (2010).
Russell T Davies escribió en solitario los episodios 1 y 5, y también escribió el arco argumental del serial, así como tercer episodio en colaboración con Moran James, mientras que el segundo y el cuarto son obra de John Fay. Freema Agyeman y Noel Clarke iban a aparecer como Martha Jones y Mickey Smith, pero cuando la primera firmó para coprotagonizar Law & Order: UK, su aparición se redujo a un cameo en una escena, que al final se cortó cuando ella no pudo estar disponible. Por su parte, Clarke se vio obligado a retirarse en una etapa posterior debido a compromisos con una película. Nicholas Briggs, que escribió y actuó en muchos proyectos de la BBC con licencia y sin licencia de Doctor Who desde los 80, hace su primera aparición en una producción televisiva de Doctor Who.
La producción del serial comenzó en agosto de 2008, y se emitió del 6 al 10 de julio de 2009. En 2010, la Television Critics Association lo nominó en la categoría de Mejor Película de Televisión, Miniserie y Especial.

## Argumento
Durante dos días, todos los niños del mundo se pararon en seco, y dijeron, al unísono y en inglés, "We are coming." ("Estamos llegando"). El ministro de interior británico John Frobisher es consciente de que este evento está ligado a una raza alienígena conocida como los "456", llamados así por la longitud de onda en que se comunican. Los 456 aparecieron en 1965, ofreciendo secretamente al gobierno británico una cura para un brote de gripe indonesia -que amenazaba con matar a 25 millones de personas-, a cambio de 12 niños. El capitán Jack Harkness fue uno de los soldados que fueron elegidos para entregar los niños a los 456. Puesto que el conocimiento público del intercambio sería desastroso para el gobierno británico, Frobisher ordena, a través de las tropas comandadas por el agente Johnson, el asesinato de todos los involucrados en dicho intercambio. Johnson introduce una bomba en el estómago de Jack, que hace explosión en el Hub de Torchwood de la bahía de Cardiff, destruyéndolo. Al tanto de la capacidad regenerativa de Jack, las tropas de Johnson recolectan sus restos y los encierran en un complejo de seguridad, monitorizando su reconstrucción corporal. Gwen Cooper, su marido Rhys y Ianto Jones, por su asociación con Jack, se convierten en fugitivos de la justicia. Frobisher también ordena la construcción de un tanque de aislamiento en Thames House para recibir a los 456 cuando lleguen.
El equipo Torchwood contacta con Lois Habiba, la nueva asistente personal de la oficina de Frobisher, que ha visto sus informes clasificados. Lois les ayuda a localizar y rescatar a Jack; ellos, a cambio, le entregan unas lentillas especiales de Torchwood que les permitirán ver lo que ella vea, con la esperanza de descubrir la causa de los eventos recientes. Torchwood también identifica y rescata a Clement McDonald, uno de los doce niños que fueron entregados a los 456, pero que fue rechazado por los alienígenas. Clement se volvió loco tras la experiencia y fue internado los últimos 40 años, pero responde de igual forma que los niños terrestres a la señal de los 456.
Al tercer día, el embajador de los 456 llega en una columna de fuego sobre Thames House, hasta la cámara de aislamiento. Frobisher y su equipo, incluyendo Lois (que porta las lentillas de Torchwood), mantienen reuniones confidenciales con el 456 para entender por qué han regresado. El 456 demanda que el 10% de la población mundial de niños debe serles entregada, o de lo contrario destruirán la raza humana. Revela a uno de los niños de 1965, ya como una cáscara arrugada a pesar de no haber envejecido. Los niños de todo el mundo comienzan a cantar (aún en inglés) el número equivalente al 10% de los niños de su país. Los gobiernos del mundo, aunque disgustados, acuerdan secretamente en una conferencia que no tienen más remedio que doblegarse a las demandas de los 456.
Torchwood, con la ayuda de Lois, se revelan en la reunión e insisten en intervenir en la situación, amenazando con hacer público al mundo tanto la demanda de los 456 como la aceptación del gobierno, todo grabado a través de las lentillas. Jack y Ianto acceden a Thames House, hacen frente al 456 y les dan un ultimátum- o dejan la Tierra o se enfrentarán a una guerra. En respuesta, el 456 libera un virus letal. Thames House es clausurada automáticamente, sellando su acceso y matando a todos el mundo dentro, excepto Mr. Dekker, que es capaz de ponerse un traje protector a tiempo. Al mismo tiempo, envían una señal auditiva a Clement, matándolo. Mientras Ianto se muere en brazos de Jack, el 456 hace una petición final por los niños antes de que Jack sucumba al virus. Cuando Jack revive, él y Gwen lloran sobre el cuerpo sin vida de Ianto.
Con el fracaso de Torchwood y Lois en prisión acusada de espionaje, los gobiernos del mundo acceden a mantener su acuerdo de que se deben entregar a los niños como se había prometido. El primer ministro Brian Green, junto a su gabinete y miembros tanto del ejército estadounidense como de UNIT, decide encubrir las acciones del Reino Unido, inoculando una sustancia a los niños en las escuelas. Después de rechazar un sorteo para seleccionar a los niños por temor a que sus hijos puedan ser seleccionados, deciden utilizar a los niños de las escuelas en la parte inferior de las tablas de clasificación educacional para entregar a los 456. En las discusiones con los 456, éstos revelan que utilizan a los niños porque sus cuerpos producen una sustancia química que actúa como un droga recreativa para ellos. Green ordena a Frobisher a que envíe a sus propios hijos como parte del pago para calmar al país. Frobisher acepta, vuelve a su casa y mata a sus dos hijas para librarlas de su destino, para luego disparar a su mujer y a él mismo. Como algunos padres han mantenido a los niños en casa en vez de mandarlos a la escuela, Green ordena usar fuerza militar para asegurar que los niños puedan ser recolectados. Mientras Gwen y Rhys ayudan a proteger a la hermana de Ianto y otros niños, Jack, Johnson y Dekker consideran otra forma de parar a los 456. Se dan cuenta de que la señal de audio que utilizaron para matar a Clemente podría ser utilizada en contra de los 456. Sin embargo, se requiere que un niño actúe como centro de coordinación para la transmisión, probablemente matándolo. Jack no tiene más opción que usar a su propio nieto Steven, hijo de su hija Alice Carter, que es el niño más cercano del que puede disponer. Jack, Johnson y Dekker envían la señal con éxito, amplificándola a través de los demás niños, haciendo que los 456 sufran de dolor antes de abandonar la Tierra. Sin embargo, Steven muere y Alice corta cualquier relación con Jack.
El mundo se recupera de los acontecimientos. Green sugiere que simplemente cubran los hechos y echen la culpa a los Estados Unidos, pero Bridget Spears, asistente directo de Frobisher y superior de Lois, revela que está usando las lentes de contacto que Lois utilizó y que ha grabado la conversación con intención de darla a conocer y poner fin a la carrera política de Green. Seis meses después de los acontecimientos, Gwen y Rhys se reúnen con Jack, que había estado viajando por el mundo por su cuenta, tratando de librarse de su culpa por la muerte de su nieto y la pérdida de Ianto. Jack afirma que pretende rehacer su vida y tiene previsto viajar a las estrellas. Gwen trae Jack su manipulador de vórtice, que se encontraba en los restos de Torchwood, como regalo de despedida tras lo cual Jack se teletransporta fuera de la Tierra. Con Jack lejos, Gwen embarazada y el resto del equipo fallecido, Torchwood Tres cesa su actividad definitivamente.

## Producción

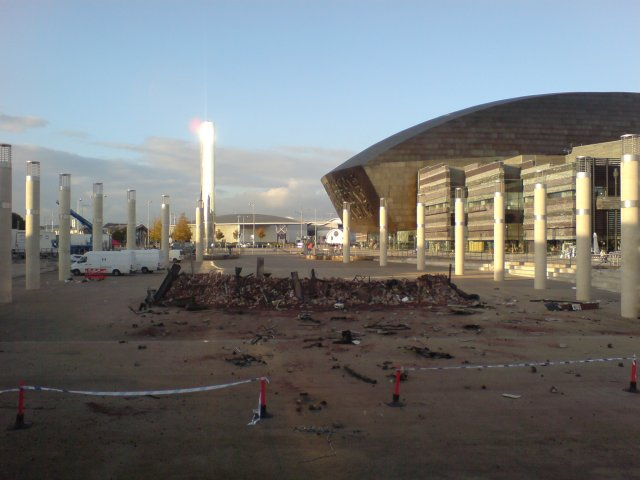
Una barricada pirotecnia en Roald Dahl Plass, acordonado antes de la filmación.

| Episodio                                  | Fecha de emisión    | Duración | Espectadores en millones |
| ----------------------------------------- | ------------------- | -------- | ------------------------ |
| Día uno                                   | 6 de julio de 2009  | 1 hora   | 6,601                    |
| Día dos                                   | 7 de julio de 2009  | 1 hora   | 6,248                    |
| Día tres                                  | 8 de julio de 2009  | 1 hora   | 6,557                    |
| Día cuatro                                | 9 de julio de 2009  | 1 hora   | 6,883                    |
| Día cinco                                 | 10 de julio de 2009 | 1 hora   | 6,732                    |
| [ 1 ] [ 2 ] [ 3 ] [ 4 ] [ 5 ] [ 6 ] [ 7 ] |                     |          |                          |

### Localizaciones
El rodaje comenzó en Cardiff en agosto de 2008, con una semana de rodaje realizada en Londres. Rodaje adicional tuvo lugar en Newport, para la escena del pub, y los decorados de la serie de BBC Casualty en Bristol, que sirvieron para representar el ficticio hospital St. Helen's en Cardiff. El decorado para la Planta 13 fue el más grande construido en Upper Boat Studios. Sin embargo, muchas de las escenas ambientadas en los pasillo del edificio Thames House de Londres fueron rodadas en Guildhall, Swansea.

### Reparto
John Barrowman, Eve Myles, Gareth David-Lloyd, Kai Owen y Tom Price repiten sus roles de Torchwood para el serial. David-Lloyd se enteró de que Ianto iba a morir cuando su agente le informó que solo aparecería en cuatro de los cinco episodios.
Peter Capaldi y Nicholas Briggs estuvieron involucrados en Doctor Who antes y después del serial. Capaldi, que interpreta a John Frobisher, anteriormente fue Lucius Caecilius Iucundus en el episodio de Doctor Who Los fuegos de Pompeya, y volvería a la serie a partir de 2013 para interpretar al Duodécimo Doctor. Briggs, el actor de doblaje que proporciona su voz a muchas de las criaturas de la serie moderna de Doctor Who, entre ellos los Daleks, interpreta a Rick Yates, un miembro del gabinete de Brian Green. Habiendo dejada la puerta abierta a su inclusión en el serial durante el final de El fin del viaje, los actores de Doctor Who Freema Agyeman y Noel Clarke fueron contactados para repetir sus roles como Martha Jones y Mickey Smith respectivamente, pero no pudieron hacerlo debido a "problemas de agenda". Davies explicó que Agyeman fue elegida para un rol en Law & Order: UK antes de que Los niños de la Tierra entrera oficialmente en producción. Puesto que Law & Order le ofrecía 13 episodios al año, ella eligió dicha serie en vez de Torchwood, que solamente eran cinco. En respuesta, Davies creó el personaje de Lois Habiba, interpretado por Cush Jumbo, para ser "una figura similar a Martha", con más inocencia. Agyeman no descartó volver a la serie en algún momento, y Davies siempre ha mostrado interés en volverla a tener en el papel. Jack y Gwen explican la ausencia de Martha diciendo que está en su luna de miel y el episodio de Doctor Who El fin del tiempo revela que se casó con Mickey en vez de con su prometido anterior Thomas Milligan.
Los niños de la Tierra cuenta con varios nuevos personajes durante los cinco episodios: Clem McDonald (Paul Copley), Bridget Spears (Susan Brown), el primer ministro Brian Green (Nicholas Farrell) y el agente Johnson (Liz May Brice). Katy Wix y Rhodri Lewis interpretan a Rhiannon y Johnny Davies, la hermana de Ianto y su cuñado, respectivamente. Lucy Cohu interpreta a la hija de Jack Harkness, Alice.